# Klara Apotekar
Klara Apotekar, née le 2 août 1997, est une judokate slovène.

## Palmarès international en judo
| Jeux européens           | Jeux européens | Jeux européens |
| Année                    | Médaille       | Catégorie      |
| ------------------------ | -------------- | -------------- |
| 2019                     | or             | –78 kg         |
| Championnats d’Europe    |                |                |
| Année                    | Médaille       | Catégorie      |
| 2019                     | or             | –78 kg         |
| Jeux mondiaux militaires |                |                |
| Année                    | Médaille       | Catégorie      |
| 2019                     | or             | –78 kg         |